# Ernst Busch
Ernst Bernhard Wilhelm Busch (6 de julho de 1885 - 17 de julho de 1945) foi um oficial alemão que serviu durante a Segunda Guerra Mundial. Foi condecorado com a Cruz de Cavaleiro da Cruz de Ferro.

## Carreira

### Patentes
Generalfeldmarschall

### Condecorações
| Cruz de Ferro 2ª Classe                        |
| Cruz de Ferro 1ª Classe                        |
| Folhas de Carvalho nº 274 21 de agosto de 1943 |